# 高額納税者公示制度
高額納税者公示制度（こうがくのうぜいしゃこうじせいど）は、政府が数千万～数億円単位の高額納税者を公示する制度である。公示された高額納税者の名簿を一般的に高額納税者番付（こうがくのうぜいしゃばんづけ）や長者番付（ちょうじゃばんづけ、英語：Rich List）として用いられる。日本では2006年（2005年度分）から廃止された。

## 日本の高額納税者公示制度
日本では1950年から2005年まで導入された。当初の制度の目的は「高額所得者の所得金額を公示することにより、第三者のチェックによる脱税牽制効果を狙う」ことであった。初期の頃はこの目的の効果を高める為に、情報提供者に対して報償金を脱税発見額に応じて支払う「第三者通報制度」も導入されていた。しかし、第三者通報制度は、通報の動機が怨恨や報復によるものが多いなどの指摘があって1954年に廃止された。
公示制度では収入額を公示していたが、1983年度からは納税額を公示するようになった。
「税金をたくさん払っている＝納税分だけ社会に貢献している」ことを明らかにして顕彰するといった肯定的な面もある。高額納税者の名簿が公示されると、報道機関が総合または職業別に順位をつけ、その高額納税者の一年間の社会的影響力を論評するようになっている。ワイドショーなどのテレビ番組や一部週刊誌でも取り上げられることがあり、とりわけ芸能人については納税額と（公表時点での）露出度のギャップが話題となることが多かった。
日本では所得税は所得税法第233条と所得税法施行規則第106条、法人税は法人税法第152条と法人税法施行規則第68条、相続税は相続税法第49条によって定められていた。所得税の公示期間は5月16日から5月31日である。

### 廃止の主な理由

#### 犯罪抑止の観点
高額納税者の名簿はエリアごとに分け、住所・氏名まで掲載する形で市販されており、簡単に入手可能であり、大規模な図書館などでも閲覧可能となっていた。「税金をたくさん払っている＝それだけ金を持っている」というサインになるため、高額納税者の名簿に載ったことによって、団体・企業からの寄附の強要や営業攻勢、勧誘などにさらされる、などの指摘があった。名簿では片仮名で氏名が公表されているものの、特に東京都や大阪府といった都市部の住民ではプロ野球選手、大企業の社長、芸能人など容易に「著名人」であることを推測できる名前が多く見受けられた。
高額納税者の名簿とは、すなわち「億万長者のリスト」でもあるため、格好な「誘拐候補者名簿」として納税者とその親族が窃盗・誘拐などの犯罪に巻き込まれる恐れもあり、実際に神戸では資産家家族が暴力団に殺害されたり、名簿に載っている人の多くの自宅に窃盗が入っているという指摘もあり、プライバシーの観点から廃止を求める声があがっていた。

#### 公示逃れ
一方で、公示による前述のリスクを避けるために、緊急避難的にわざと公示逃れをする人もいた。これは、高額納税者の公示対象が「3月31日までに提出された申告書」に限られることから、所得税額が1,000万円を超えない所得で申告しておいて、4月1日以降に本来の税額で修正申告することで公示を逃れようとするものであった。
この方法では過少申告加算税や延滞税など余分な税金が追徴課税されるが、そのような余分な費用や手間をかけてでも「住所を公表されたくない」などの理由で利用することが多くなっていた。
しかし、マスメディアがこの公示逃れの横行を新聞に掲載したのを受けて、税務当局はそれまで自ら容認していたこの公示逃れを「脱税」と認定するようになってしまった。この税務当局の方針転換は、何が本当に問題なのか理解していないと批判された。

#### 税務技術の普及
高額納税者の公示は「個人」（自然人）の「所得税」額を基準に行われていた。よって、当該個人が法人を設立し、オーナーである法人に所得を留保・移転および当該法人を用いて親族に所得を分散することにより、節税や公示逃れを「合法的に」行うことが一般化したため、個人としての高額所得者を公示する意味が形骸化していたこともある。

#### 個人情報保護法の全面施行と制度廃止
当初の目的であった「第三者のチェックによる脱税牽制効果」の意義が薄れているという指摘があることや、日本国政府による犯罪の助長になってしまっていること、2005年（平成17年）4月1日から個人情報の保護に関する法律（個人情報保護法）が全面施行されたことを受け、この制度は2006年（2005年度分）から廃止された。
だが、「廃止は金持ち優遇ではないのか？」などの批判もされている。また、日本共産党などは公示の復活をマニフェストとしている。
その後は、関西テレビ『たかじん胸いっぱい』や一部の週刊誌では、過去の納税額をもとに（推定）年収ランキングが行われているが、公的機関の所得納税額が公開されないため、公的資料を基にした年収は不明になった。なお、2009年に民主党政権が誕生し、当時の金融担当大臣亀井静香の意向で内閣府令が改正され、有価証券報告書に「年俸1億円以上を支給している企業役員」の個人名と報酬額の開示を義務づけることが2010年3月期から行われており、企業の役員報酬に限定ながらも、部分的に長者番付が復活している。

### 長者番付上位一覧
| 年度                       | 1位                                    | 1位                        | 2位                                        | 2位                        | 3位                             | 3位                        | 4位                         | 4位                        | 5位                                                | 5位                        |
| 公示された金額は申告所得額 | 公示された金額は申告所得額             | 公示された金額は申告所得額 | 公示された金額は申告所得額                 | 公示された金額は申告所得額 | 公示された金額は申告所得額      | 公示された金額は申告所得額 | 公示された金額は申告所得額  | 公示された金額は申告所得額 | 公示された金額は申告所得額                         | 公示された金額は申告所得額 |
| -------------------------- | -------------------------------------- | -------------------------- | ------------------------------------------ | -------------------------- | ------------------------------- | -------------------------- | --------------------------- | -------------------------- | -------------------------------------------------- | -------------------------- |
| 1954年                     | 井植歳男 （三洋電機社長）              | 1億1381万円                | 松下幸之助 （松下電器産業社長）            | 9510万円                   | 農機具メーカー首脳              | 8469万円                   | 上田清次郎 （炭鉱経営）     | 7546万円                   | 炭鉱経営                                           | 7536万円                   |
| 1955年                     | 松下幸之助                             | 1億2056万円                | 石橋正二郎 （ブリヂストン社長）            | 1億48万円                  | 井植歳男                        | 9661万円                   | 出光佐三 （出光興産社長）   | 8819万円                   | 炭鉱経営                                           | 7193万円                   |
| 1956年                     | 松下幸之助                             | 1億8130万円                | 井植歳男                                   | 1億5283万円                | 石橋正二郎                      | 1億2321万円                | 金属加工業                  | 1億2003万円                | 紡績会社首脳                                       | 1億563万円                 |
| 1957年                     | 松下幸之助                             | 2億2011万円                | 炭鉱組合代表                               | 1億7667万円                | 炭鉱経営                        | 1億4907万円                | 炭鉱経営                    | 1億4279万円                | 井植歳男                                           | 1億3849万円                |
| 1958年                     | 松下幸之助                             | 2億3991万円                | 藤山愛一郎 （外務大臣・ 大日本製糖前会長） | 1億3029万円                | 石橋正二郎                      | 1億1365万円                | 炭鉱経営                    | 1億1113万円                | 鹿島守之助 （鹿島建設会長・ 参議院議員）           | 1億703万円                 |
| 1959年                     | 松下幸之助                             | 2億5686万円                | 出光佐三                                   | 1億7855万円                | 化粧品会社首脳                  | 1億5681万円                | 竹中錬一 （竹中工務店社長） | 1億2813万円                | 大倉喜七郎 （帝国ホテル元会長・ 川奈ホテル取締役） | 1億1418万円                |
| 1960年                     | 石橋正二郎                             | 3億896万円                 | 松下幸之助                                 | 3億548万円                 | 住友吉左衛門友成 （住友家当主） | 1億7749万円                | 化粧品会社首脳              | 1億6404万円                | 井植歳男                                           | 1億4365万円                |
| 1961年                     | 松下幸之助                             | 3億5670万円                | 鹿島守之助                                 | 2億1490万円                | 出光佐三                        | 1億9200万円                | 農機具メーカー首脳          | 1億6000万円                | 石橋幹一郎 （ブリヂストン副社長）                  | 1億5620万円                |
| 1962年                     | 松下幸之助                             | 4億4000万円                | 紡績会社首脳親族                           | 2億4600万円                | 農機具メーカー首脳              | 2億4000万円                | 鹿島守之助                  | 2億3200万円                | 洋菓子製造会社首脳                                 | 2億3100万円                |
| 1963年                     | 松下幸之助                             | 4億8434万円                | 農機具メーカー首脳                         | 2億5441万円                | 建設会社首脳                    | 1億9041万円                | 井植歳男                    | 1億5974万円                | 不動産会社首脳                                     | 1億3688万円                |
| 1964年                     | 上原正吉 （大正製薬社長・ 参議院議員） | 5億4871万円                | 松下幸之助                                 | 4億9399万円                | 藤山愛一郎                      | 3億8461万円                | 鹿島守之助                  | 2億8335万円                | 石橋幹一郎                                         | 2億4655万円                |
| 1965年                     | 上原正吉                               | 5億1731万円                | 松下幸之助                                 | 5億1472万円                | 鹿島守之助                      | 4億1694万円                | 大塚武三郎 （大塚製薬社長） | 3億2324万円                | 石橋幹一郎                                         | 2億6326万円                |
| 1966年                     | 上原正吉                               | 6億9259万円                | 松下幸之助                                 | 5億2678万円                | 鹿島守之助                      | 3億3139万円                | 大塚武三郎                  | 3億2325万円                | 石橋幹一郎                                         | 2億4042万円                |
| 1967年                     | 大塚武三郎                             | 6億1315万円                | 松下幸之助                                 | 5億4369万円                | 鹿島守之助                      | 3億1484万円                | 石橋幹一郎                  | 2億4736万円                | 山下太郎 （アラビア石油社長）                      | 2億3880万円                |
| 1968年                     | 松下幸之助                             | 7億3612万円                | 大塚武三郎                                 | 6億973万円                 | 石油会社首脳親族                | 5億3090万円                | 上原正吉                    | 5億1167万円                | 会社社長                                           | 5億479万円                 |
| 1969年                     | ゴルフ場開発会社首脳                   | 21億8015万円               | 会社役員                                   | 16億2669万円               | ビル会社首脳                    | 14億8595万円               | ホテル会社役員              | 10億9894万円               | 林業                                               | 10億8150万円               |
| 1970年                     | 電極会社首脳                           | 15億3639万円               | 村山長挙 （朝日新聞社社主）                | 12億1007万円               | 上原正吉                        | 11億4820万円               | 会社役員                    | 10億1040万円               | 紡績会社首脳                                       | 9億2830万円                |
| 1971年                     | 精麦・不動産会社首脳                   | 38億9094万円               | 造園会社首脳                               | 30億9494万円               | 化学品卸売業                    | 20億5588万円               | 油脂会社首脳                | 19億3492万円               | 金融業                                             | 17億2806万円               |
| 1972年                     | 不動産開発業                           | 15億8783万円               | 土木建設業                                 | 14億5048万円               | 不動産業                        | 13億9006万円               | 鉄工会社首脳                | 13億6964万円               | 無職                                               | 13億3916万円               |
| 1973年                     | 材木会社首脳                           | 51億4404万円               | 財団法人役員                               | 28億3143万円               | 牧場会社首脳                    | 23億8222万円               | 鉄工会社首脳                | 23億8121万円               | 不動産貸付業                                       | 20億1055万円               |
| 1974年                     | 材木会社首脳                           | 35億299万円                | 産婦人科医                                 | 14億9325万円               | 銀行勤務                        | 14億6544万円               | 百貨店会社首脳              | 9億5378万円                | 斎藤了英 （大昭和製紙元社長）                      | 9億4924万円                |
| 1975年                     | 材木会社首脳                           | 37億6432万円               | 運送会社首脳                               | 33億9585万円               | 不動産業                        | 29億8081万円               | 駐車場経営                  | 28億2939万円               | 会社役員                                           | 26億5219万円               |
| 1976年                     | 上原正吉                               | 16億9047万円               | 着物帯製造                                 | 8億6631万円                | 松下幸之助                      | 8億4273万円                | 中内㓛 （ダイエー社長）     | 7億8436万円                | 農業                                               | 7億4977万円                |
| 1977年                     | 上原正吉                               | 21億2365万円               | ホテル会社首脳                             | 12億7532万円               | 着物帯製造                      | 9億6002万円                | 松下幸之助                  | 9億934万円                 | 製薬会社首脳                                       | 7億6070万円                |
| 1978年                     | 不動産業                               | 22億7189万円               | 上原正吉                                   | 22億1589万円               | 着物帯製造                      | 12億4136万円               | 松下幸之助                  | 10億2054万円               | 中内功                                             | 8億8490万円                |
| 1979年                     | 上原正吉                               | 20億970万円                | たばこ小売店主                             | 16億1786万円               | 着物帯製造                      | 14億2665万円               | 松下幸之助                  | 11億9799万円               | セラミック会社元首脳                               | 10億2485万円               |
| 1980年                     | 会社役員                               | 34億493万円                | 上原正吉                                   | 19億6683万円               | 酒造業                          | 14億1607万円               | 着物帯製造                  | 12億602万円                | （記載なし）                                       | 8億3460万円                |
| 1981年                     | 酒造業                                 | 36億4292万円               | 上原正吉                                   | 20億3650万円               | 農業                            | 14億8063万円               | 会社役員                    | 13億3125万円               | 無職                                               | 11億3065万円               |
| 1982年                     | 是川銀蔵（相場師）                     | 28億9090万円               | 会社役員                                   | 22億1865万円               | 上原正吉                        | 20億4559万円               | 会社役員                    | 15億642万円                | 遊技場経営                                         | 11億9863万円               |
| 以後は納税額の公示         |                                        |                            |                                            |                            |                                 |                            |                             |                            |                                                    |                            |
| 1983年                     | 製薬会社首脳                           | 55億9618万円               | 是川銀蔵                                   | 44億3665万円               | 松下幸之助                      | 8億0961万円                | 製薬会社元首脳              | 7億7385万円                | 会社役員                                           | 6億4951万円                |
| 1984年                     | 松下幸之助                             | 9億3080万円                | ホテル会社首脳                             | 8億3102万円                | 製薬会社元首脳                  | 8億2140万円                | 製薬会社首脳                | 7億5553万円                | 運送会社首脳                                       | 7億3680万円                |
| 1985年                     | 金属会社首脳                           | 12億6853万円               | 飲料会社元首脳                             | 11億3132万円               | 不動産会社首脳                  | 9億1591万円                | 松下幸之助                  | 8億5709万円                | 無職                                               | 8億4000万円                |
| 1986年                     | 無職                                   | 15億8389万円               | 旅館経営                                   | 15億4003万円               | 出版社首脳                      | 11億8802万円               | 金属会社首脳                | 10億0252万円               | 石橋幹一郎                                         | 9億1323万円                |
| 1987年                     | 木材会社首脳                           | 21億1175万円               | 無職                                       | 15億1708万円               | 会社首脳                        | 13億6114万円               | 無職                        | 13億3323万円               | 無職                                               | 13億3301万円               |
| 1988年                     | 貿易会社日本代表                       | 68億5404万円               | 会社首脳                                   | 33億5794万円               | 医師                            | 27億1573万円               | 会社首脳                    | 22億2228万円               | 無職                                               | 20億8127万円               |
| 1989年                     | 不動産貸付                             | 32億3845万円               | 証券会社首脳                               | 27億8041万円               | 吉田忠雄（YKK社長）             | 23億5965万円               | 消費者金融会社首脳          | 23億0686万円               | 会社首脳                                           | 17億9000万円               |
| 1990年                     | 斎藤了英                               | 31億2844万円               | 地方公務員                                 | 27億7128万円               | 不動産会社首脳                  | 25億6572万円               | 会社首脳                    | 25億0352万円               | 商社・ホテル会社首脳                               | 21億7943万円               |
| 1991年                     | 無職                                   | 41億3145万円               | 不動産貸付                                 | 33億6783万円               | 遊戯会社首脳                    | 29億4725万円               | 斎藤了英                    | 15億6172万円               | 衆議院議員                                         | 15億4544万円               |
| 1992年                     | 江副浩正 （リクルート前会長）          | 39億6177万円               | 自動車練習所元首脳                         | 23億9080万円               | 会社首脳                        | 10億9693万円               | 調味料会社首脳              | 10億6375万円               | 参議院議員                                         | 10億5638万円               |
| 1993年                     | 武井保雄 （武富士社長・会長）          | 43億1847万円               | 無職                                       | 21億8899万円               | 消費者金融首脳                  | 17億1644万円               | 健康食品販売業              | 16億3733万円               | 無職                                               | 15億4937万円               |
| 1994年                     | タクシー会社首脳                       | 48億8745万円               | ゲーム会社首脳                             | 17億7220万円               | 大迫忍 （ゼンリン社長）         | 12億5973万円               | 駐車場経営会社首脳          | 11億2720万円               | 健康食品販売業                                     | 11億1573万円               |
| 1995年                     | 吉原貞敏 （東京鐵鋼前名誉会長）        | 15億8481万円               | 農業                                       | 15億5840万円               | 自然化粧品販売業                | 13億6101万円               | 紡績会社首脳                | 8億5378万円                | 不動産貸付業                                       | 8億0269万円                |
| 1996年                     | 消費者金融会社首脳                     | 15億4599万円               | 弁護士                                     | 12億2781万円               | 化粧品販売業                    | 10億5869万円               | 小室哲哉 （ミュージシャン） | 10億0051万円               | 外国語教育会社首脳                                 | 9億0775万円                |
| 1997年                     | 健康食品販売業                         | 33億2432万円               | 不動産会社幹部                             | 13億5902万円               | 会社幹部                        | 13億0399万円               | 小室哲哉                    | 11億7342万円               | 遊技場経営会社首脳                                 | 11億0585万円               |
| 1998年                     | 消費者金融会社首脳                     | 69億7178万円               | 不動産会社首脳                             | 27億7604万円               | 健康食品販売業                  | 17億7717万円               | 外食会社首脳                | 13億5392万円               | ゲーム会社首脳                                     | 10億7504万円               |
| 1999年                     | 遊戯会社首脳                           | 25億3711万円               | 藤田田 （日本マクドナルド社長）            | 20億0490万円               | 中古車販売会社首脳              | 14億2555万円               | 人材派遣会社首脳            | 13億7640万円               | 自然化粧品販売業                                   | 12億2071万円               |
| 2000年                     | 大塚正士 （大塚製薬元社長）            | 41億5829万円               | IT会社首脳                                 | 18億8611万円               | IT会社首脳                      | 15億6180万円               | 有線放送会社首脳            | 11億8130万円               | 電子部品輸入販売会社首脳                           | 11億6618万円               |
| 2001年                     | 自販機会社首脳                         | 68億4115万円               | 大川功（CSK創業者）                        | 39億5368万円               | 外食会社首脳縁戚                | 33億7806万円               | 外食会社首脳縁戚            | 32億7696万円               | 藤田田                                             | 21億6327万円               |
| 2002年                     | 医薬品会社首脳                         | 17億0510万円               | 健康食品販売業                             | 12億7083万円               | 遊戯会社首脳                    | 11億2394万円               | 住宅会社首脳                | 10億5317万円               | 化粧品会社首脳                                     | 9億8015万円                |
| 2003年                     | 健康食品販売業                         | 11億4849万円               | 化粧品会社首脳                             | 10億1439万円               | 石油輸送会社首脳                | 9億3887万円                | 下着販売会社首脳            | 8億8654万円                | 医療器具販売会社元首脳                             | 8億8098万円                |
| 2004年                     | 投資会社社員                           | 36億9238万円               | 消費者金融会社元首脳                       | 12億0152万円               | 衣料品販売会社首脳              | 10億8393万円               | 健康食品販売業              | 10億7388万円               | 自動車部品会社元幹部                               | 10億5056万円               |

## 日本国外の高額納税者公示制度
高額納税者公示制度が導入されている国は少ない。公示制度の代わりに、情報提供者に対して報奨金を支払う「第三者通報制度」を導入している国は、いくつか存在する。
日本国外ではフランスなどが、高額納税者公示制度を導入している。フランスは、報道に独特の慣習があり（実名報道を参照）、個人のプライバシーを積極的に暴露することは無い。
欧米では、民間の雑誌によってセレブリティやスポーツ選手の高額資産の推定ランキングが発表されることがある（例、世界長者番付）。ただし、あくまでこれは各メディア独自の調査と分析に基づく推定である。